# Снытина, Наталья Анатольевна
Ната́лья Анато́льевна Сны́тина (13 февраля 1971, Златоуст, Челябинская область) — советская и российская биатлонистка, олимпийская чемпионка в эстафете 4х7,5 км 1994 года, заслуженный мастер спорта России по биатлону (1994). Есть сын Ростислав Медведцев.Сейчас они живут в Ижевске. Бывшая жена олимпийского чемпиона по биатлону Валерия Медведцева.
Единственная олимпийская чемпионка по биатлону среди женщин, которая никогда не выигрывала медали на чемпионате мира (по 2014 год включительно).

## Награды
- Орден Дружбы народов (22 апреля 1994 года) — за высокие спортивные достижения на XVII зимних Олимпийских играх 1994 года[2].
- Заслуженный мастер спорта России по биатлону (1994).